# アクシデント (映画)
『アクシデント』（原題: 意外、Accident）は、2009年の香港映画。監督はソイ・チェン（鄭保瑞）。
日本では、2009年の第10回東京フィルメックスで『意外』のタイトルで上映の後、2011年10月8日に一般公開。
2024年には韓国でリメイクされた(「プロット 殺人設計者」) 。

## 出演
| 役名                         | 俳優                         | 日本語吹替 |
| ---------------------------- | ---------------------------- | ---------- |
| 大脳/何國輝（ブレイン/ホー） | ルイス・クー（古天樂）       | 宮内敦士   |
| 陳芳洲（フォン）             | リッチー・レン（任賢齊）     | 茶花健太   |
| 肥佬（太っちょ）             | ラム・シュー（林雪）         | かぬか光明 |
| 女人（女）                   | ミシェル・イエ（葉璇）       | 朴璐美     |
| 阿伯（おやじ）               | フォン・ツイファン（馮淬帆） | 藤本譲     |

## 主な受賞
- 第29回香港電影金像奨（2010年）
  - 最優秀主演女優賞（ミシェル・イエ）